# Mohamed Ihattaren
Mohamed Amine Ihattaren (Utrecht, 12 febbraio 2002) è un calciatore olandese con cittadinanza marocchina, centrocampista o attaccante del Fortuna Sittard.
Nel 2019 viene inserito dalla UEFA nella lista dei 50 giovani più promettenti per la stagione 2019-2020.

## Caratteristiche tecniche
Centrocampista dotato di rapidità nei movimenti e di buona tecnica di base, gioca principalmente come attaccante ma può svariare su tutto il fronte offensivo. Istintivo e abile nei passaggi, viene paragonato al connazionale Memphis Depay.
La sua carriera, tuttavia, non è mai decollata a causa di numerosi problemi comportamentali.

## Carriera

### Club

#### Gli inizi, PSV
Cresciuto nel settore giovanile del PSV, il 26 gennaio 2019 esordisce in prima squadra disputando l'incontro di Eredivisie vinto 2-1 contro il Groningen. Alternatosi con la primavera, colleziona 12 partite nei suoi primi sei mesi come professionista.
La stagione 2019-2020 si apre con il debutto in UEFA Europa League dove, il 15 agosto 2019, gioca l'ultima mezzora della partita pareggiata 0-0 con l'Haugesund. Tre giorni dopo segna il suo primo gol in campionato, e in carriera, ai danni dell'Heracles Almelo, match terminato 2-0 a favore dei biancorossi. Il 22 dello stesso mese, invece, realizza la prima marcatura europea contro i ciprioti dell'Apollōn Limassol. Conclude l'annata con 7 reti e 33 presenze in tutte le competizioni.
Nel 2020-2021 ottiene la titolarità nel tridente d'attacco dell'allenatore Roger Schmidt. Il 31 luglio 2021 viene messo fuori rosa per motivi disciplinari poiché, ufficialmente assente dagli allenamenti per malattia, viene notato al centro sportivo del Nizza insieme al suo agente Mino Raiola.

#### Juventus e prestiti a Sampdoria e Ajax
Il 31 agosto 2021 viene acquistato per 1,8 milioni di euro dalla Juventus che il giorno stesso lo cede in prestito annuale alla Sampdoria. Tuttavia il debutto nel campionato italiano non avverrà mai poiché a ottobre il giocatore torna in Olanda adducendo motivi familiari.
Il 30 gennaio 2022, dopo la risoluzione del prestito con la Sampdoria, passa all’Ajax con la formula del prestito annuale con opzione di riscatto. Torna in campo il 1º aprile con lo Jong Ajax a 342 giorni dall’ultima apparizione; con la seconda squadra, segna 4 gol in 5 apparizioni. Il 17 aprile seguente, fa il suo esordio in prima squadra nei minuti finali della finale di Coppa d'Olanda persa contro il PSV.
Non riscattato dall'Ajax all'inizio del 2023, Ihattaren fa quindi ritorno a Torino. Il 28 luglio 2023 risolve il contratto in scadenza al 30 giugno 2025 con la società bianconera, rimanendo così svincolato.

#### Samsunspor e Slavia Praga
Rimasto svincolato, il 1º agosto 2023 firma un contratto di quattro anni con la neo promossa Samsunspor, club di Süper Lig in Turchia, salvo risolvere l'accordo il successivo 3 agosto, dopo che il club turco aveva ritenuto "inaccettabili" le richieste del giocatore.
Il 4 dicembre 2023, Ihattaren si accorda con lo Slavia Praga, squadra della massima serie ceca, con cui firma un contratto fino al termine della stagione, con opzione di rinnovo per le successive tre.
Il 31 marzo 2024 viene annunciata, dal club ceco, la rescissione consensuale del contratto. Ihattaren, dopo soli 4 mesi e 0 minuti, ritorna dunque ad essere svincolato.

#### RKC Waalwijk e Fortuna Sittard
Il 19 settembre 2024, rimasto svincolato, viene ingaggiato dal RKC Waalwijk, club del massimo campionato olandese, con cui sottoscrive un accordo annuale con opzione di rinnovo per un'ulteriore stagione. Debutta dieci giorni più tardi nel corso della sconfitta contro l’Ajax, sua ex squadra; l’ultima presenza risaliva al 6 maggio 2022 con lo Jong Ajax. Segna il suo primo gol il 29 novembre nell’1-1 con l’Heerenveen ripetendosi proprio contro l’Ajax l’11 gennaio 2025 (2-1). Conclude la sua esperienza con il club gialloblu dopo una sola stagione, in cui colleziona 27 presenze e 3 reti complessive.
Il 14 agosto 2025 firma un contratto annuale con opzione per un'ulteriore stagione con il Fortuna Sittard.

### Nazionale
Il 9 febbraio 2018 esordisce con la nazionale Under-17 olandese nell'incontro perso per 1-0 contro i pari età della Germania. Il 13 marzo successivo realizza la rete del 2-0 finale sulla Turchia, partita valida per le qualificazioni all'Europeo 2018 di categoria. In tale competizione, disputata a maggio, colleziona 4 assist in 5 partite, di cui l'ultimo nella finale vinta ai rigori contro l'Italia.
Il 5 settembre dello stesso anno debutta con la nazionale Under-19 mentre, tre giorni più tardi, marca la seconda delle cinque reti segnate ai danni della Repubblica Ceca.
Nel 2020 viene convocato in nazionale maggiore dal commissario tecnico Frank de Boer per le partite di UEFA Nations League giocate contro la Polonia e l'Italia, tuttavia senza esordire.

## Statistiche

### Presenze e reti nei club
Statistiche aggiornate al 14 agosto 2025.
| Stagione            | Squadra          | Campionato       | Campionato | Campionato | Coppe nazionali | Coppe nazionali | Coppe nazionali | Coppe continentali | Coppe continentali | Coppe continentali | Altre coppe | Altre coppe | Altre coppe | Totale | Totale | Totale |
| Stagione            | Squadra          | Comp             | Pres       | Reti       | Comp            | Pres            | Reti            | Comp               | Pres               | Reti               | Comp        | Pres        | Reti        | Pres   | Reti   |        |
| ------------------- | ---------------- | ---------------- | ---------- | ---------- | --------------- | --------------- | --------------- | ------------------ | ------------------ | ------------------ | ----------- | ----------- | ----------- | ------ | ------ | ------ |
| 2018-2019           | PSV              | ED               | 12         | 0          | CO              | 0               | 0               | UCL                | -                  | -                  |             | -           | -           | 12     | 0      |        |
| 2019-2020           | PSV              | ED               | 22         | 3          | CO              | 2               | 1               | UEL                | 9                  | 3                  |             | -           | -           | 33     | 7      |        |
| 2020-2021           | PSV              | ED               | 22         | 3          | CO              | 3               | 0               | UEL                | 4                  | 0                  |             | -           | -           | 29     | 3      |        |
| Totale PSV          | Totale PSV       | Totale PSV       | 56         | 6          |                 | 5               | 1               |                    | 13                 | 3                  |             | -           | -           | 74     | 10     |        |
| 2021-gen. 2022      | Sampdoria        | A                | 0          | 0          | CI              | 0               | 0               | -                  | -                  | -                  | -           | -           | -           | 0      | 0      |        |
| gen.-giu. 2022      | Jong Ajax        | EE               | 5          | 4          | -               | -               | -               | -                  | -                  | -                  | -           | -           | -           | 5      | 4      |        |
| lug.-dic. 2022      | Jong Ajax        | EE               | 0          | 0          | -               | -               | -               | -                  | -                  | -                  | -           | -           | -           | 0      | 0      |        |
| Totale Jong Ajax    | Totale Jong Ajax | Totale Jong Ajax | 5          | 4          |                 | -               | -               |                    | -                  | -                  |             | -           | -           | 5      | 4      |        |
| gen.-giu. 2022      | Ajax             | ED               | 0          | 0          | CO              | 1               | 0               | UCL                | -                  | -                  | SO          | -           | -           | 1      | 0      |        |
| lug.-dic. 2022      | Ajax             | ED               | 0          | 0          | CO              | 0               | 0               | UCL+UEL            | -                  | -                  | SO          | -           | -           | 0      | 0      |        |
| Totale Ajax         | Totale Ajax      | Totale Ajax      | 0          | 0          |                 | 1               | 0               |                    | 0                  | 0                  |             | 0           | 0           | 1      | 0      |        |
| gen.-giu. 2023      | Juventus         | A                | -          | -          | CI              | -               | -               | UCL+UEL            | -                  | -                  | -           | -           | -           | -      | -      |        |
| dic. 2023-mar. 2024 | Slavia Praga     | 1L               | 0          | 0          | CRC             | 0               | 0               | UEL                | 0                  | 0                  | -           | -           | -           | 0      | 0      |        |
| set. 2024-2025      | RKC Waalwijk     | ED               | 24         | 4          | CO              | 3               | 0               | -                  | -                  | -                  | -           | -           | -           | 27     | 4      |        |
| 2025-2026           | Fortuna Sittard  | ED               | -          | -          | CO              | -               | -               | -                  | -                  | -                  | -           | -           | -           | -      | -      |        |
| Totale carriera     | Totale carriera  | Totale carriera  | 84         | 14         |                 | 9               | 1               |                    | 13                 | 3                  |             | -           | -           | 106    | 18     |        |

## Palmarès

### Nazionale
- Campionato d'Europa Under-17: 1

Inghilterra 2018